# Nathaniel Parker Willis
Pour les articles homonymes, voir Willis.
Nathaniel Parker Willis, né le 20 janvier 1806 à Portland, dans le Massachusetts, aujourd'hui dans le Maine, mort le 20 janvier 1867 à Boston, dans le Massachusetts, est un écrivain et un homme de presse américain, qui a travaillé avec certains des plus grands écrivains américains de son temps, qu'il s'agisse d'Edgar Allan Poe ou d'Henry Wadsworth Longfellow. Il est le frère du compositeur Richard Storrs Willis, et sa sœur est connue dans le monde des lettres sous le pseudonyme de Fanny Fern.
Né dans une famille de journalistes, son grand-père dirigeait des journaux dans le Massachusetts et en Virginie, et son père est le fondateur de Youth's Companion, le premier journal s'adressant spécifiquement aux enfants. Willis développe un intérêt pour la littérature durant ses études à l'université Yale et publie ses premiers poèmes. Diplômé, il travaille comme correspondant du New York Mirror outre-Atlantique. De retour à New York, il se bâtit une solide réputation littéraire. Travaillant pour de multiples publications, il devient le mieux payé des auteurs travaillant pour les magazines aux États-Unis, recevant 100 $ par article et 5 000 $ par an. En 1846, il fonde sa propre publication, le Home Journal, qui est encore publié de nos jours sous le titre de Town & Country. Peu après, Willis s'installe sur les rives de l'Hudson, où il vit dans une semi-retraite jusqu'à sa mort en 1867.
Willis bénéficiait d'une grande popularité, grâce à son bon naturel, bien qu'il fût parfois considéré comme trop efféminé ou européanisé. En tant que patron de presse, il s'est efforcé de ne pas simplement suivre le goût du public en mettant le pied à l'étrier à de nouveaux talents. En plus de ses récits de voyages, Willis est l'auteur de nombreux poèmes, contes et pièces de théâtre. Malgré la grande popularité dont il avait pu jouir de son vivant, à sa mort, Willis est presque oublié.

## Biographie

### Jeunesse

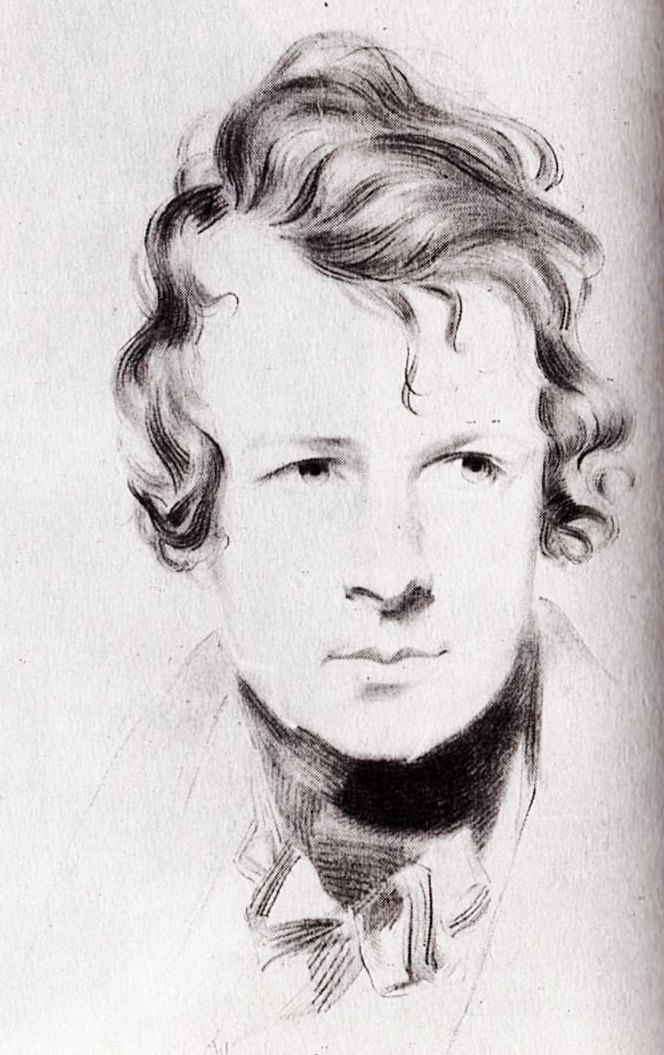
Le jeune Nathaniel Parker Willis.

Nathaniel Parker Willis est le premier fils et le deuxième enfant de Nathaniel Willis, propriétaire d'un journal à Boston baptisé Youth's Companion, le premier journal au monde destiné aux enfants. Son grand-père possédait, quant à lui, un journal diffusé à Boston, dans le Massachusetts et la Virginie-Occidentale. Il est le descendant de George Willis, décrit comme un puritain d'une grande distinction, qui arriva en Nouvelle-Angleterre en 1630 et fonda Cambridge, dans le Massachusetts. Sa jeune sœur Sara Willis Parton a également exercé l'activité d'écrivain sous le pseudonyme de Fanny Fern.
En 1816, la famille s'installe à Boston, où le père de Willis fonde le Boston Recorder et, neuf ans plus tard, le Youth's Companion, un magazine destiné aux enfants. Après avoir étudié à l'école de Boston et à l'académie Phillips, à Andover, il entre à l'université Yale en octobre 1823, où il partage la chambre d'Horace Bushnell. Bien qu'il ne se distingue guère en tant qu'étudiant, la vie universitaire a une influence considérable sur le développement de son caractère et lui fournit nombre de matériaux littéraires.
Diplômé de Yale en 1827, il commence la même année à publier de la poésie  dans le Boston Periodical, publication de son père, sous les pseudonymes de « Roy » pour les sujets religieux et de « Cassius » pour les sujets plus séculiers.
La même année paraît un volume de Sketches poétiques, qui attire l'attention, bien que les critiques aient trouvé dans ses vers davantage à blâmer qu'à louer. Cet essai est suivi par Fugitive Poetry, en 1829, et par un autre recueil de vers, en 1831. Par ailleurs, il contribue régulièrement à des magazines et des périodiques. En avril 1829, il lance l’American Monthly Magazine, qui paraît jusqu'en août 1831.

### Séjour en Europe

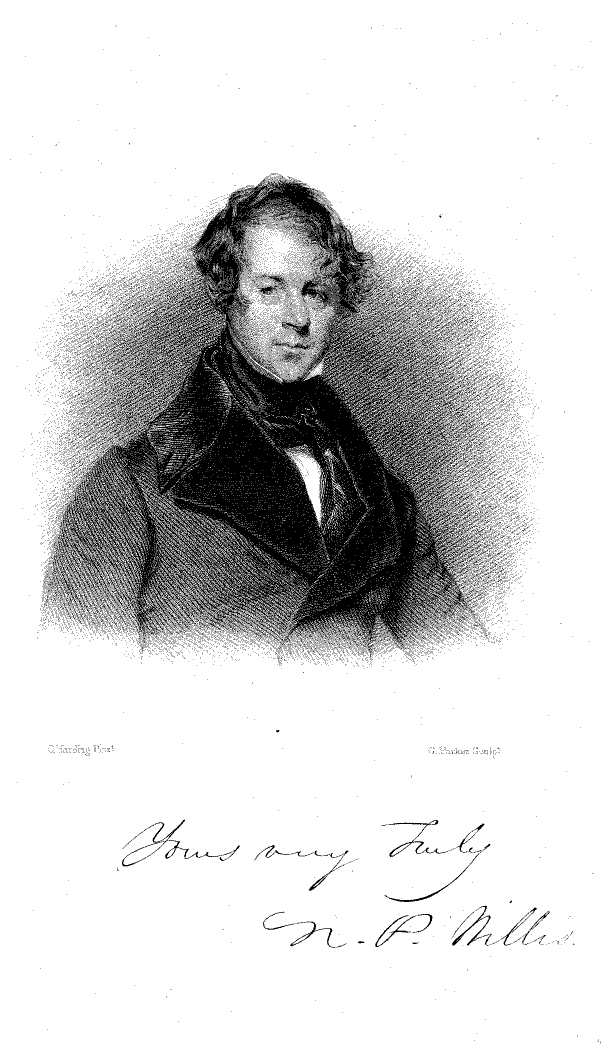
Nathaniel Parker Willis en 1837

Après cet échec, il part en Europe, en tant que rédacteur et correspondant à l'étranger du New York Mirror. Pour ce journal, il écrit une série de lettres qui sont publiées sous le titre : Pencillings by the Way à Londres (3 volumes) en 1835 et à Philadelphie (2 volumes) en 1836 (première édition complète à New York en 1841). Ses croquis vifs et rapides de scènes et des modes de vie en Europe deviennent immédiatement très populaires. Mais quelques critiques dénoncent l'indiscrétion dont il fait montre quand il rapporte les conversations qui se sont déroulées lors de réunions privées. Il a ainsi un duel avec le capitaine Frederick Marryat, alors rédacteur en chef du Metropolitan Magazine, après avoir envoyé une lettre privée à George Pope Morris, qui l'a publiée Toutefois, en 1835, Willis est assez populaire pour introduire Henry Wadsworth Longfellow parmi les principales figures de la littérature anglaise, notamment Ada Byron, fille de Lord Byron
Malgré un style très affecté, la grâce, la facilité et la qualité artistique de l'ouvrage gagnent l'affection générale. Ses « papiers de Slingsby », une série d'articles parus dans des magazines, décrivant la vie et des aventures aux États-Unis, publiés en volume en 1836 sous le titre Inklings of Adventure, ont un grand succès en Angleterre, comme Pencillings by the Way en Amérique. Durant son séjour en Angleterre, il a aussi fait paraître Melanie et autres poèmes (Londres, 1835; New York, 1837), avec une préface de Barry Cornwall.

### Retour aux États-Unis

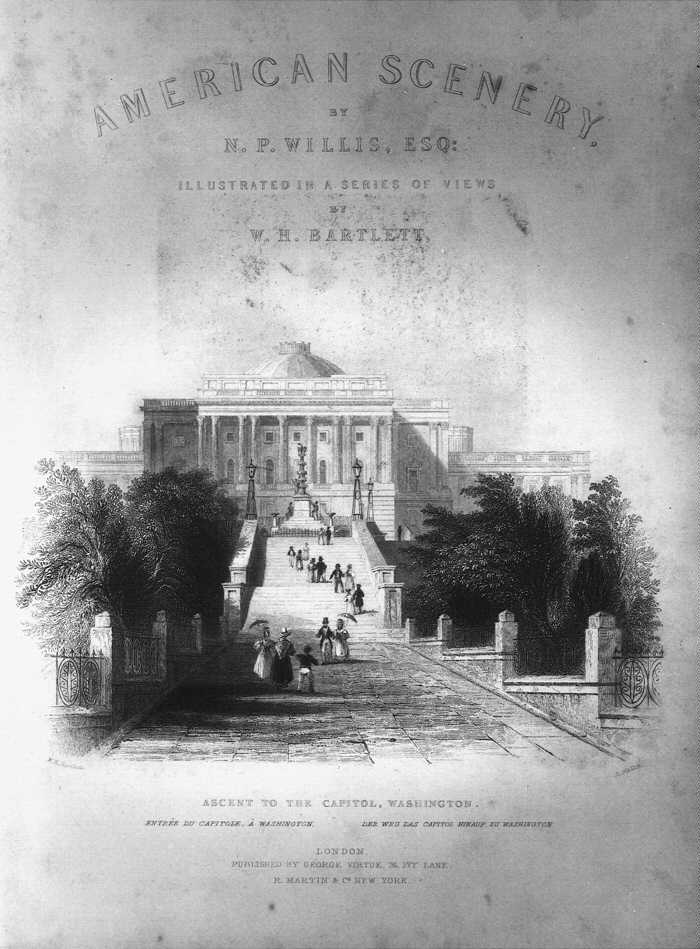
American Scenery de N. P. Willis, avec une illustration de William Henry Bartlett (1840)

Le 1er octobre 1835, il se marie avec Mary Stace, fille du général William Stace de Woolwich, après un mois de fiançailles. En 1837, il retourne aux États-Unis avec son épouse et s'installe dans un petit domaine à Oswego Creek, dans l'État de New York, juste avant sa jonction avec le fleuve Susquehanna, où il vit de 1837 à 1842. Là, il écrit Letters from under a Bridge (Londres, 1840; New York, 1844), le plus agréable de tous ses livres. Le 20 juin 1839, la première de Tortesa, the Usurer, pièce de Willis, a lieu au Walnut Street Theatre de Philadelphie. Edgar Allan Poe la considère comme « de loin la meilleure pièce, pour le style, d'un auteur américain ». Pendant un court voyage en Angleterre en 1839-1840, il publie Two Ways of Dying for a Husband (Deux manières de mourir pour un mari).
En 1842, l'ancienne esclave Harriet Jacobs commence à travailler dans la maison de Willis. Travaillant le jour comme nounou pour les enfants, la nuit elle rédige son autobiographie Incidents in the Life of a Slave Girl, publié en 1861.
De retour à New York, il transforme, avec George P. Morris, un hebdomadaire, le New York Mirror, en quotidien, The Evening Mirror en 1844. À cette époque, Willis est un auteur populaire (une plaisanterie expliquait que Johann Wolfgang von Goethe était sa version allemande) et l'un des premiers auteurs de magazines d'Amérique, pour le succès commercial. À la même époque, il devient l'auteur de magazine le mieux payé d'Amérique, gagnant environ 100 dollars par article et 5 000 dollars par an. En tant que critique, il se refuse à discuter la personnalité des auteurs dont il analyse les œuvres. De même, il considère que, même si les magazines doivent traiter les sujets politiques, ils ne doivent pas exprimer d'opinion politique ni choisir un camp.
Le 25 mars 1845, sa femme, Mary Stace, meurt en mettant au monde une fille; l'enfant, prénommé Blanche, la suit d'ailleurs dans la tombe.
En tant que rédacteur en chef de l’Evening Mirror, Willis est le premier à publier Le Corbeau le chef-d'œuvre poétique de Poe, le 29 janvier 1845. Dans son introduction, Willis le considère comme « sans égal dans la poésie anglaise par sa conception subtile, l'ingéniosité magistrale de la versification et son élévation imaginative cohérente, soutenue... Il demeurera gravé dans la mémoire de chacun de ceux qui le lisent ».
Willis et Poe deviennent amis, et Willis aide financièrement Poe, quand son épouse Virginia tomba malade et que Poe poursuit Thomas Dunn English en justice pour diffamation. Willis tente également de convaincre Poe d'être moins virulent dans sa critique et de se concentrer sur sa propre poésie. Toutefois, Willis publie plusieurs papiers de ce qui devait être appelé plus tard « la guerre Longfellow », une bataille littéraire entre Poe et les partisans d'Henry Wadsworth Longfellow, que Poe avait attaqué et accusé de plagiat. Enfin, c'est Willis qui présente Frances Sargent Osgood à Poe
Au printemps 1846, Willis se marie avec Cornelia Grinnell, une riche quakeresse de New Bedford et il adopte la fille d'un député local du Congrès. La même année, Willis et Morris quittent l’Evening Mirror et tentent d'éditer un nouvel hebdomadaire, le National Press, rebaptisé le Home Journal au bout de huit mois. Le prospectus publié le 21 novembre 1846 pour préparer la nouvelle publication, révèle leur intention de créer un magazine « à faire circuler autour de la table familiale » Il publie le Home Journal jusqu'à sa mort en 1867. Le Home Journal sera rebaptisé Town & Country en 1901, et il est encore édité aujourd'hui. À la tête de ce journal, Willis promeut particulièrement les poétesses, notamment Frances Sargent Osgood, Anne Lynch Botta, Grace Greenwood et Julia Ward Howe, bien qu'il refuse d'imprimer l'œuvre de sa sœur « Fanny Fern » après 1854.
Willis publie Dashes at Life with a Free Pencil en 1845, une édition complète de ses œuvres en prose et de ses poèmes en 1846, ainsi que les Rural Letters en 1849 et Life Here and There en 1850.

### Dernières années

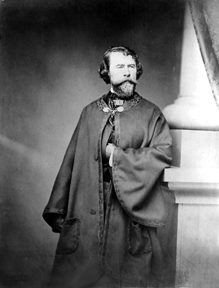
Daguerréotype de Willis, vers 1857

En 1846, Willis s'installe près de la Canterbury Creek, sur les bords du fleuve Hudson, dans l'État de New York, nommant sa nouvelle demeure à Idlewild, où sa santé défaillante le contraint à demeurer l'essentiel du restant de ses jours dans la retraite. Quand Willis visite pour la première fois le domaine, les propriétaires le décrivent comme un lieu de faible valeur et un désert sauvage dont on ne saurait rien faire. Son épouse Cornelia se remet alors d'une grave maladie qui a suivi la naissance de leur premier enfant, un fils du nom de Grinnell, né le 28 avril 1848. Ils ont quatre autres enfants : Lilian (né le 27 avril 1850), Edith (née le 28 septembre 1853), Bailey (né le 31 mai 1857) et une fille décédée quelques minutes après sa naissance le 31 octobre 1860.
Durant ces dernières années de maladie, Willis continue de rédiger une lettre hebdomadaire pour le Home Journal. Assisté de Rufus Griswold, il prépare en 1850, une édition des œuvres de Poe, mort mystérieusement l'année précédente. Griswold rédige en outre la première biographie de Poe, dans laquelle il tente de ruiner la réputation de l'écrivain mort. Willis est l'un des principaux défenseurs de Poe, écrivant notamment : « l'acte d'accusation (pour ce qui ne mérite pas un autre nom) n'est pas véridique. Il est plein de cruelles déformations. Il approfondit les ombres dans une obscurité artificielle, et empêche les rayons de soleil de les dissiper ».
Parmi ses derniers ouvrages, on peut noter: Hurry-Graphs (1851), Outdoors at Idlewild (1854), Ragbag (1855), Paul Fane (1856) et The Convalescent (1859).

### Décès
En juillet 1860, Willis entreprend son dernier grand voyage. Avec son épouse, il passe par Chicago et Yellow Springs (Ohio) et se rend dans l'Ouest américain, où il s'arrête à Madison (Wisconsin), avant de descendre à bord d'un vapeur le Mississippi à Saint-Louis (Missouri) puis de rentrer par Cincinnati (Ohio) et Pittsburgh (Pennsylvanie). En 1861, Willis autorise le Home Journal à rompre son engagement pour ne pas prendre parti au moment de la formation des États confédérés d'Amérique, appelant à tout faire pour empêcher la guerre. Le 28 mai 1861, Willis fait partie d'un comité de figures littéraires comprenant William Cullen Bryant, Charles Anderson Dana et Horace Greeley qui invite Edward Everett à lancer un appel, à New York, en faveur du maintien de l'Union.
Willis meurt le jour de son soixante-unième anniversaire, le 20 janvier 1867 et est enterré au cimetière de Mount Auburn, à Cambridge, dans le Massachusetts. En signe de respect, le jour de ses obsèques, toutes les librairies de la ville sont fermées.

## Réputation

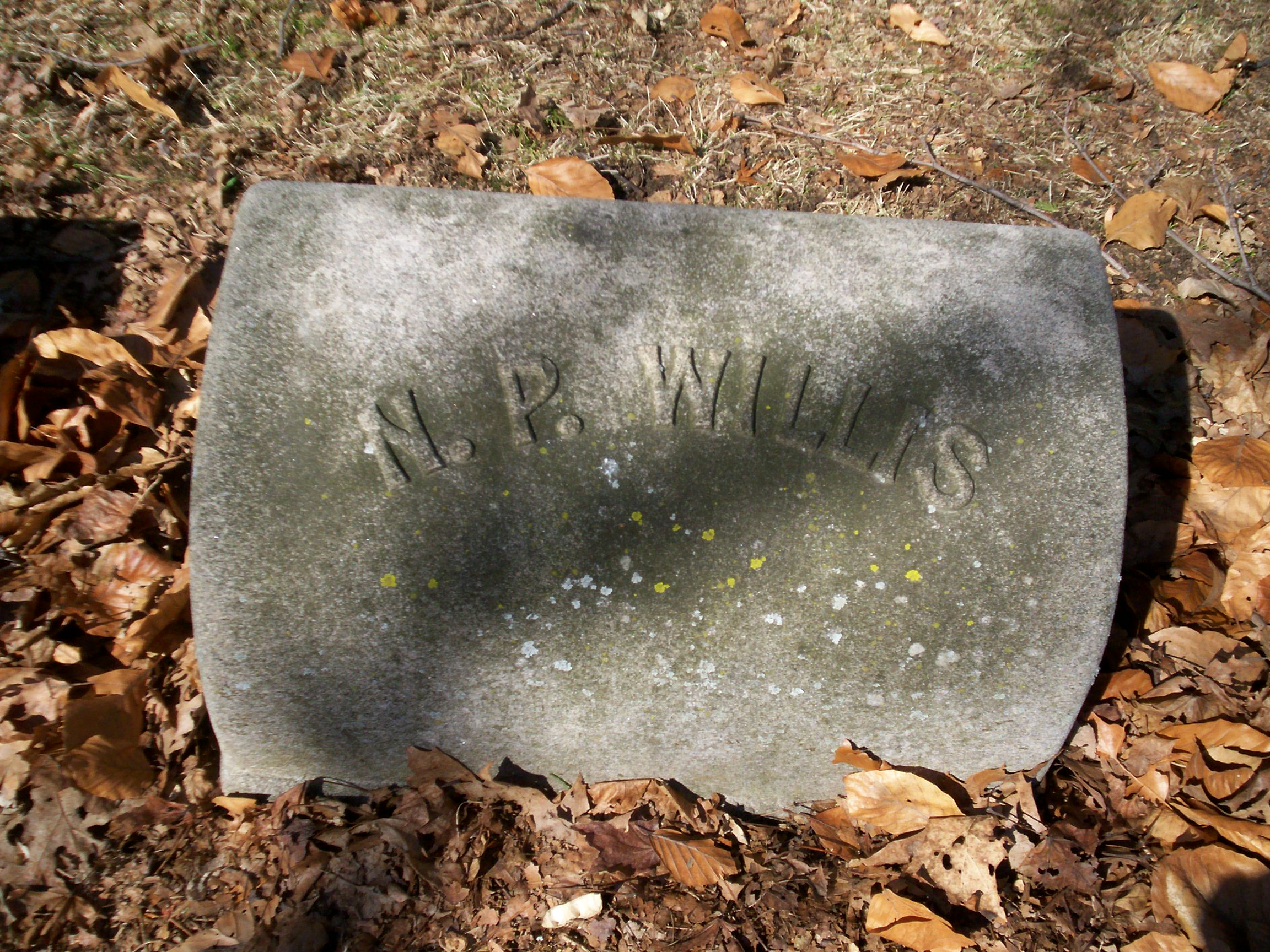
Tombe de Nathaniel Parker Willis

Willis était apprécié et connu pour son bon naturel avec ses amis. Grand voyageur et intelligent (tout comme dans son écriture, qui faisait un usage répété des calembours et de l'humour), il mesurait six pieds de haut et était élégamment vêtu. Plusieurs, cependant, considéraient que Willis était trop efféminé, trop européanisé et coupable de « Miss Nancyism ». Un journaliste l'a qualifié de « verbe passif impersonnel - un pronom du genre féminin ». Dans le monde de l'édition, Willis était connu comme un auteur de magazine judicieux et un innovateur qui s'est efforcé d'attiser l'intérêt du lecteur en découvrant toujours de nouveaux talents. En fait, Willis est devenu la norme à partir de laquelle on jugeait les auteurs de magazines. « Sa gaieté et son aisance gracieuse firent de lui le premier de nos plus corrects auteurs de magazines », selon l'écrivain George William Curtis.
Dans Ruth Hall, celui de ces romans qui s'est le mieux vendu, Fanny Fern, la sœur de Willis, crée le personnage d'Hyacinth Ellet, qui est directement inspiré de Willis. Apparemment, ressentant comme une trahison son refus de la publier ou de la promouvoir dans ses colonnes, elle l'a dépeint comme un être fantasque, chassant la fortune et tout à fait sans cœur.
Après la mort de Willis, les nécrologies ont rapporté qu'il avait survécu à sa gloire.

## Postérité
Ses œuvres ont été réunies dans différents ouvrages : une édition de ses meilleurs vers, The Poems, Sacred, Passionate and Humorous, of NP Willis (New York, 1868), treize volumes de ses textes en prose, Complete Prose Works (New York, 1849-1859), et une sélection de ses textes en prose éditée par Henry A. Beers (New York, 1885). La même année que cette sélection, une Vie de Willis, par Henry Beers, paraît dans la série des Hommes de lettres américains.

## Œuvres

### Prose
- Sketches, 1827
- Pencillings by the Way, 1835
- Inklings of Adventure, 1836
- À l'Abri; or, The Tent Pitched, 1839
- Loiterings of Travel, 1840
- Dashes at Life with a Free Pencil, 1845
- Rural Letters and Other Records of Thoughts at Leisure, 1849
- People I Have Met, 1850
- Life Here and There, 1850
- Hurrygraphs, 1851
- Summer Cruise in the Mediterranean, 1853
- Fun Jottings; or, Laughs I have taken a Pen to, 1853
- Health Trip to the Tropics, 1854
- Ephemera, 1854
- Famous Persons and Places, 1854
- Out Doors at Idlewild, or The Shaping of a Home on the Banks of the Hudson, 1855
- The Rag Bag. A Collection of Ephemera, 1855
- Paul Fane; or, Parts of a Life Else Untold. A Novel, 1857
- The Convalescent, 1859

### Théâtre
- Bianca Visconti, or The Heart Overtasked. A Tragedy in Five Acts, 1839
- Tortesa; or, The Userer Matched, 1839

### Poésie
- Fugitive Poetry, 1829
- Melanie and Other Poems, 1831
- The Sacred Poems of N. P. Willis, 1843
- Poems of Passion, 1843
- Lady Jane and Humorous Poems, 1844
- The Poems, Sacred, Passionate, and Humorous, 1868

## Sources
- Courtland P. Auser, Nathaniel P. Willis, New York, Twayne Publishers Inc., 1969.
- Thomas N. Baker, Nathaniel Parker Willis and the Trials of Literary Fame, New York, Oxford University Press, 2001  (ISBN 0-19-512073-6).
- Joy Bayless, Rufus Wilmot Griswold: Poe's Literary Executor, Nashville, Vanderbilt University Press, 1943.
- Henry A. Beers, Nathaniel Parker Willis, Boston, Houghton Mifflin Company, 1913.
- Jeffrey Meyers, Edgar Allan Poe: His Life and Legacy, Cooper Square Press, 1992  (ISBN 0815410387).
- Fred Lewis Pattee, The First Century of American Literature: 1770–1870, New York, Cooper Square Publishers, 1966.
- Mary E. Phillips, Edgar Allan Poe: The Man, vol. 2, Chicago, The John C. Winston Co., 1926.
- Arthur Hobson Quinn, Edgar Allan Poe: A Critical Biography, New York, Appleton-Century-Crofts Inc., 1941  (ISBN 0801857309)
- Kenneth Silverman, Mournful and Never-ending Remembrance, Harper Perennial, 1991  (ISBN 0060923318)
- (en) « Nathaniel Parker Willis », dans Encyclopædia Britannica [détail de l’édition], 1911 (lire sur Wikisource).